# Phacelia inyoensis
Phacelia inyoensis är en strävbladig växtart som först beskrevs av Macbride, och fick sitt nu gällande namn av Howell. Phacelia inyoensis ingår i Faceliasläktet som ingår i familjen strävbladiga växter. Inga underarter finns listade i Catalogue of Life.